# محافظة أوفوخاناجي
محافظة أوفوخاناجي (بالإنجليزية: Övörkhangai Province)‏ هي محافظة في منغوليا، تتبع منغوليا، بلغ عدد سكانها 101٬314 نسمة، في 2011، عاصمتها Arvaikheer ‏، تبلغ مساحتها 62٬895٫33 كيلومتر مربع.

## الموقع
تشترك في الحدود مع:
- محافظة أرخانغاي
- محافظة دوندغوفي
- محافظة توف
- محافظة أومنوغوفي
- محافظة بايانخونغور
- محافظة بولغان.

## التقسيمات الإدارية
- Arvaikheer [الإنجليزية]‏
- خاركورين
- Baruun Bayan-Ulaan, Övörkhangai [الإنجليزية]‏
- Bat-Ölzii [الإنجليزية]‏
- Bayan-Öndör, Övörkhangai [الإنجليزية]‏
- Bayangol, Övörkhangai [الإنجليزية]‏
- Bogd, Övörkhangai [الإنجليزية]‏
- Guchin-Us, Övörkhangai [الإنجليزية]‏
- Khairkhandulaan, Övörkhangai [الإنجليزية]‏
- Khujirt [الإنجليزية]‏
- Nariinteel, Övörkhangai [الإنجليزية]‏
- Ölziit, Övörkhangai [الإنجليزية]‏
- Sant, Övörkhangai [الإنجليزية]‏
- Taragt, Övörkhangai [الإنجليزية]‏
- Tögrög, Övörkhangai [الإنجليزية]‏
- Uyanga, Övörkhangai [الإنجليزية]‏
- Yesönzüil, Övörkhangai [الإنجليزية]‏
- Züünbayan-Ulaan, Övörkhangai [الإنجليزية]‏
- Bürd, Övörkhangai [الإنجليزية]‏.